# ロンバルディーズ
座標: 北緯40度43分18秒 西経73度59分44秒 / 北緯40.72155度 西経73.995624度
ロンバルディーズ (英: Lombardi's) はアメリカ合衆国ニューヨーク州ニューヨーク市マンハッタン区ノリータの32 スプリング・ストリート（モット・ストリートとの交差点）に位置するピッツェリアである。店は1905年に開店し、ピッツァ殿堂 (Pizza Hall of Fame) によってアメリカ合衆国最初のピッツェリアと認められている。

## 歴史
ナポリ出身の移民であるピッツァヨーロ（男性ピッツァ職人）のジェンナロ・ロンバルディーは53.5 スプリング・ストリートに1897年に食料品店を開店し、昼休みに地元の工場の労働者にトマトピッツァを紙で包んで販売し始めた。1905年にロンバルディーはピッツェリアレストランを経営するための事業許可を受け、そしてすぐにイタリア人テノール歌手のエンリコ・カルーソーを含む顧客を集めた。彼は後年事業を息子のジョージに引き継いだ。
1984年、元々のロンバルディーズの店舗は閉店したが、10年後に32 スプリング・ストリートでジェンナロ・ロンバルディー3世、ジェンナロ・ロンバルディーの孫、そして彼の幼年期の友人ジョン・ブレシアによって新しいロンバルディーズが開店された。この中断と移転のため、「アメリカ合衆国で最も長く継続的に営業しているピッツェリア」の称号は1912年の開店以来中断することなくピッツァを売り続けてきたニュージャージー州トレントンのパパズ・トマト・パイに移ることになった。
移転され再開されたロンバルディーズは石炭窯を使用して、開店当時のやり方でピッツァを焼いた。ロンバルディーズはニューヨーク市では非常にポピュラーなひと切れずつの売り方をせず、オーダーメイドの1枚単位でのみピッツァを提供する珍しいスタイルの店である。
2019年、ジェンナロ・ロンバルディーが真の創始者であるかどうかの疑惑が提起され、出生記録、帰化書類、およびその他の裏付け文書を調査した結果ロンバルディーは1904年11月に17歳で初めてアメリカ合衆国に"労働者"としてやって来たとされた。1905年に53.5 スプリング・ストリートでロンバルディーがピッツェリアに関わったとしたらそれは経営者としてではなく従業員としてであった。調査ではフィリッポ・ミローンがピッツェリアを開店したことを示唆している。